# 道格·杜瑟
道格拉斯·安东尼·杜西（英語：Douglas Anthony Ducey；1964年4月9日—）是美国的一位政治人物。道格·杜瑟自2015年至2022年擔任第23任亞利桑那州州長。他的黨籍是共和黨。

## 生平
道格·杜瑟出生並成長在俄亥俄州，畢業於亞利桑那州立大學。他在踏入政壇之前是一位成功的商人，在1995年至2007年擔任酷聖石執行長。